# Grande Prêmio da Rússia de 2021
O Grande Prêmio da Rússia de 2021 (formalmente denominado Formula 1 VTB Russian Grand Prix 2021) foi a décima quinta etapa da temporada de 2021 da Fórmula 1. Foi disputado em 26 de setembro de 2021 no Autódromo de Sochi, em Sochi, Rússia. A corrida ficou marcada pela centésima vitória de Lewis Hamilton.
Foi a última corrida de Fórmula 1 na Rússia devido à Invasão da Ucrânia pela Rússia em 2022, a FIA anunciou o cancelamento do Grande Prêmio.

## Relatório

### Limites da Pista
Os limites de pista serão monitorados na curva 2 e na saída da curva 18:
Curva 2
Um dos trechos mais complicados da pista, localizado logo após o maior trecho de aceleração da pista, que inclui a reta dos boxes. Quem errar a freada e tiver de ir na área de escape ou passar com as quatro rodas por fora do obstáculo colocado na tangência da curva, só poderá voltar à pista na curva 3 e passando pelo caminho indicado por cinco blocos de poliestireno colocados na parte de fora do trecho. O carro precisa ser conduzido ao redor dos blocos como indicado pelas setas antes de voltar à pista na curva 3.
Curva 18
A última curva do Autódromo de Sochi, muito importante para os pilotos completarem e iniciarem suas voltas nos treinos e nas corridas. Por ser uma curva de baixa velocidade, a tração na saída é importantíssima. Por isso, os pilotos não poderão passar com as quatro rodas após a zebra pintada de vermelho e branco no local.

## Pneus
| Nome do composto | Cor | Banda de rolamento | Condições de Tempo | Dry Type                           | Aderência       | Longevidade   |
| ---------------- | --- | ------------------ | ------------------ | ---------------------------------- | --------------- | ------------- |
| Macio (C4)       |     | Slick (P Zero)     | Seco               | Soft                               | Mais aderência  | Menos durável |
| Médio (C3)       |     | Slick (P Zero)     | Seco               | Medium                             | Médio           | Médio         |
| Duro (C2)        |     | Slick (P Zero)     | Seco               | Hard                               | Menos aderência | Mais durável  |
| Intermediário    |     | Sulcos (Cinturato) | Molhado            | Intermediate (água não estagnante) | —               | —             |
| Chuva            |     | Sulcos (Cinturato) | Molhado            | Wet (água estagnante)              | —               | —             |

| Escolhas de Pneus de cada piloto para o GP da Rússia: | Escolhas de Pneus de cada piloto para o GP da Rússia: | Escolhas de Pneus de cada piloto para o GP da Rússia: | Escolhas de Pneus de cada piloto para o GP da Rússia: | Escolhas de Pneus de cada piloto para o GP da Rússia: | Escolhas de Pneus de cada piloto para o GP da Rússia: |
| ----------------------------------------------------- | ----------------------------------------------------- | ----------------------------------------------------- | ----------------------------------------------------- | ----------------------------------------------------- | ----------------------------------------------------- |
| Nº                                                    | Pilotos                                               | Equipe(s)                                             | Duro                                                  | Médio                                                 | Macio                                                 |
| 44                                                    | Lewis Hamilton                                        | Mercedes                                              |                                                       |                                                       |                                                       |
| 77                                                    | Valtteri Bottas                                       | Mercedes                                              |                                                       |                                                       |                                                       |
| 11                                                    | Sergio Pérez                                          | Red Bull Racing-Honda                                 |                                                       |                                                       |                                                       |
| 33                                                    | Max Verstappen                                        | Red Bull Racing-Honda                                 |                                                       |                                                       |                                                       |
| 3                                                     | Daniel Ricciardo                                      | McLaren-Mercedes                                      |                                                       |                                                       |                                                       |
| 4                                                     | Lando Norris                                          | McLaren-Mercedes                                      |                                                       |                                                       |                                                       |
| 5                                                     | Sebastian Vettel                                      | Aston Martin-Mercedes                                 |                                                       |                                                       |                                                       |
| 18                                                    | Lance Stroll                                          | Aston Martin-Mercedes                                 |                                                       |                                                       |                                                       |
| 14                                                    | Fernando Alonso                                       | Alpine-Renault                                        |                                                       |                                                       |                                                       |
| 31                                                    | Esteban Ocon                                          | Alpine-Renault                                        |                                                       |                                                       |                                                       |
| 16                                                    | Charles Leclerc                                       | Ferrari                                               |                                                       |                                                       |                                                       |
| 55                                                    | Carlos Sainz Jr.                                      | Ferrari                                               |                                                       |                                                       |                                                       |
| 10                                                    | Pierre Gasly                                          | AlphaTauri-Honda                                      |                                                       |                                                       |                                                       |
| 22                                                    | Yuki Tsunoda                                          | AlphaTauri-Honda                                      |                                                       |                                                       |                                                       |
| 7                                                     | Kimi Raikkonen                                        | Alfa Romeo-Ferrari                                    |                                                       |                                                       |                                                       |
| 99                                                    | Antonio Giovinazzi                                    | Alfa Romeo-Ferrari                                    |                                                       |                                                       |                                                       |
| 9                                                     | Nikita Mazepin                                        | Haas-Ferrari                                          |                                                       |                                                       |                                                       |
| 47                                                    | Mick Schumacher                                       | Haas-Ferrari                                          |                                                       |                                                       |                                                       |
| 6                                                     | Nicholas Latifi                                       | Williams-Mercedes                                     |                                                       |                                                       |                                                       |
| 63                                                    | George Russell                                        | Williams-Mercedes                                     |                                                       |                                                       |                                                       |

## Resultados

### Treino classificatório
| 1                        | 4  | Lando Norris       | McLaren-Mercedes      | 1:47.238 | 1:45.827 | 1:41.993 | 1  |
| 2                        | 55 | Carlos Sainz Jr.   | Ferrari               | 1:47.924 | 1:46.521 | 1:42.510 | 2  |
| 3                        | 63 | George Russell     | Williams-Mercedes     | 1:48.303 | 1:46.435 | 1:42.983 | 3  |
| 4                        | 44 | Lewis Hamilton     | Mercedes              | 1:45.992 | 1:45.129 | 1:44.050 | 4  |
| 5                        | 3  | Daniel Ricciardo   | McLaren-Mercedes      | 1:48.345 | 1:46.361 | 1:44.156 | 5  |
| 6                        | 14 | Fernando Alonso    | Alpine-Renault        | 1:47.877 | 1:45.514 | 1:44.204 | 6  |
| 7                        | 77 | Valtteri Bottas    | Mercedes              | 1:46.396 | 1:45.306 | 1:44.710 | 16 |
| 8                        | 18 | Lance Stroll       | Aston Martin-Mercedes | 1:48.322 | 1:46.360 | 1:44.956 | 7  |
| 9                        | 11 | Sergio Pérez       | Red Bull Racing-Honda | 1:46.455 | 1:45.834 | 1:45.337 | 8  |
| 10                       | 31 | Esteban Ocon       | Alpine-Renault        | 1:48.099 | 1:46.070 | 1:45.865 | 9  |
| 11                       | 5  | Sebastian Vettel   | Aston Martin-Mercedes | 1:47.205 | 1:46.573 | —        | 10 |
| 12                       | 10 | Pierre Gasly       | AlphaTauri-Honda      | 1:47.828 | 1:46.641 | —        | 11 |
| 13                       | 22 | Yuki Tsunoda       | AlphaTauri-Honda      | 1:48.854 | 1:46.751 | —        | 12 |
| 14                       | 6  | Nicholas Latifi    | Williams-Mercedes     | 1:48.252 | S/Tempo  | —        | 18 |
| 15                       | 16 | Charles Leclerc    | Ferrari               | 1:48.470 | S/Tempo  | —        | 19 |
| 16                       | 7  | Kimi Räikkönen     | Alfa Romeo-Ferrari    | 1:49.586 | —        | —        | 13 |
| 17                       | 47 | Mick Schumacher    | Haas-Ferrari          | 1:49.830 | —        | —        | 14 |
| 18                       | 99 | Antonio Giovinazzi | Alfa Romeo-Ferrari    | 1:51.023 | —        | —        | 17 |
| Tempo dos 107%: 1:53.411 |    |                    |                       |          |          |          |    |
| 19                       | 9  | Nikita Mazepin     | Haas-Ferrari          | 1:53.764 | —        | —        | 15 |
| NQ                       | 33 | Max Verstappen     | Red Bull Racing-Honda | S/Tempo  | —        | —        | 20 |
| Fonte:                   |    |                    |                       |          |          |          |    |

Notas

### Corrida
| Pos.                                                                        | Nu. | Piloto             | Construtor            | Voltas | Tempo/Retirado    | Pit Stop | Pneus                                                              | Grid | Pontos |
| --------------------------------------------------------------------------- | --- | ------------------ | --------------------- | ------ | ----------------- | -------- | ------------------------------------------------------------------ | ---- | ------ |
| 1                                                                           | 44  | Lewis Hamilton     | Mercedes              | 53     | 1:30:41.001       | 2        | Médio C4 Novo · Duro C3 Novo · Intermediário Novo                  | 4    | 25     |
| 2                                                                           | 33  | Max Verstappen     | Red Bull Racing-Honda | 53     | +53.271           | 2        | Duro C3 Novo · Médio C4 Novo · Intermediário Novo                  | 20   | 18     |
| 3                                                                           | 55  | Carlos Sainz Jr.   | Ferrari               | 53     | +1:02.475         | 2        | Médio C4 Novo · Duro C3 Novo · Intermediário Usado                 | 2    | 15     |
| 4                                                                           | 3   | Daniel Ricciardo   | McLaren-Mercedes      | 53     | +1:05.607         | 2        | Médio C4 Novo · Duro C3 Novo · Intermediário Usado                 | 5    | 12     |
| 5                                                                           | 77  | Valtteri Bottas    | Mercedes              | 53     | +1:07.533         | 2        | Duro C3 Novo · Médio C4 Novo · Intermediário Novo                  | 16   | 10     |
| 6                                                                           | 14  | Fernando Alonso    | Alpine-Renault        | 53     | +1:21.321         | 2        | Duro C3 Novo · Médio C4 Novo · Intermediário Novo                  | 6    | 8      |
| 7                                                                           | 4   | Lando Norris       | McLaren-Mercedes      | 53     | +1:27.224         | 2        | Médio C4 Novo · Duro C3 Novo · Intermediário Usado                 | 1    | 6+1    |
| 8                                                                           | 7   | Kimi Räikkönen     | Alfa Romeo-Ferrari    | 53     | +1:28.955         | 2        | Médio C4 Novo · Duro C3 Novo · Intermediário Novo                  | 13   | 4      |
| 9                                                                           | 11  | Sergio Pérez       | Red Bull Racing-Honda | 53     | +1:30.076         | 2        | Duro C3 Novo · Médio C4 Novo · Intermediário Novo                  | 8    | 2      |
| 10                                                                          | 63  | George Russell     | Williams-Mercedes     | 53     | +1:40.551         | 2        | Médio C4 Novo · Duro C3 Novo · Intermediário Usado                 | 3    | 1      |
| 11                                                                          | 18  | Lance Stroll       | Aston Martin-Mercedes | 53     | +1:46.198         | 2        | Médio C4 Novo · Duro C3 Novo · Intermediário Novo                  | 7    |        |
| 12                                                                          | 5   | Sebastian Vettel   | Aston Martin-Mercedes | 52     | +1 volta          | 2        | Médio C4 Novo · Duro C3 Novo · Intermediário Novo                  | 10   |        |
| 13                                                                          | 10  | Pierre Gasly       | AlphaTauri-Honda      | 52     | +1 volta          | 2        | Duro C3 Novo · Médio C4 Novo · Intermediário Novo                  | 11   |        |
| 14                                                                          | 31  | Esteban Ocon       | Alpine-Renault        | 52     | +1 volta          | 2        | Médio C4 Novo · Duro C3 Novo · Intermediário Novo                  | 9    |        |
| 15                                                                          | 16  | Charles Leclerc    | Ferrari               | 52     | +1 volta          | 2        | Duro C3 Novo · Médio C4 Novo · Intermediário Novo                  | 19   |        |
| 16                                                                          | 99  | Antonio Giovinazzi | Alfa Romeo-Ferrari    | 52     | +1 volta          | 2        | Duro C3 Novo · Médio C4 Novo · Intermediário Novo                  | 17   |        |
| 17                                                                          | 22  | Yuki Tsunoda       | AlphaTauri-Honda      | 52     | +1 volta          | 3        | Médio C4 Novo · Duro C3 Novo · Macio C5 Novo · Intermediário Usado | 12   |        |
| 18                                                                          | 9   | Nikita Mazepin     | Haas-Ferrari          | 51     | +2 voltas         | 2        | Médio C4 Novo · Duro C3 Novo · Intermediário Novo                  | 15   |        |
| 19†                                                                         | 6   | Nicholas Latifi    | Williams-Mercedes     | 47     | Danos de acidente | 2        | Médio C4 Novo · Duro C3 Novo                                       | 18   |        |
| Ret                                                                         | 47  | Mick Schumacher    | Haas-Ferrari          | 32     | Vazamento de óleo | 2        | Médio C4 Novo · Duro C3 Novo                                       | 14   |        |
| Volta mais rápida: Lando Norris (McLaren-Mercedes) – 1:37.423 (na volta 39) |     |                    |                       |        |                   |          |                                                                    |      |        |
| Fonte:                                                                      |     |                    |                       |        |                   |          |                                                                    |      |        |

## Voltas na liderança
| Nº de Voltas | Piloto           | Voltas       |
| ------------ | ---------------- | ------------ |
| 31           | Lando Norris     | 13–28; 37–50 |
| 11           | Carlos Sainz Jr. | 1–12         |
| 8            | Sergio Pérez     | 29–36        |
| 3            | Lewis Hamilton   | 51–53        |

## 2021DHLFastest Pit Stop Award

### Resultado
| 1      | 77 | Valtteri Bottas  | Mercedes              | 2.45 | 25 |
| 2      | 10 | Pierre Gasly     | AlphaTauri-Honda      | 2.50 | 18 |
| 3      | 16 | Charles Leclerc  | Ferrari               | 2.60 | 15 |
| 4      | 33 | Max Verstappen   | Red Bull Racing-Honda | 2.61 | 12 |
| 5      | 5  | Sebastian Vettel | Aston Martin-Mercedes | 2.66 | 10 |
| 6      | 14 | Fernando Alonso  | Alpine-Renault        | 2.71 | 8  |
| 7      | 44 | Lewis Hamilton   | Mercedes              | 2.73 | 6  |
| 8      | 55 | Carlos Sainz Jr. | Ferrari               | 2.75 | 4  |
| 9      | 22 | Yuki Tsunoda     | AlphaTauri-Honda      | 2.81 | 2  |
| 10     | 11 | Sergio Pérez     | Red Bull Racing-Honda | 2.82 | 1  |
| Fonte: |    |                  |                       |      |    |

### Classificação
| Tabela do DHL Fastest Pit Stop Award \| Pos \| Construtor \| Pontos \| \| --- \| --------------------- \| ------ \| \| 1 \| Red Bull Racing-Honda \| 360 \| \| 2 \| Mercedes \| 199 \| \| 3 \| Williams-Mercedes \| 161 \| \| 4 \| Aston Martin-Mercedes \| 144 \| \| 5 \| Alfa Romeo-Ferrari \| 139 \| \| 6 \| Ferrari \| 125 \| \| 7 \| Alpine-Renault \| 116 \| \| 8 \| McLaren-Mercedes \| 87 \| \| 9 \| AlphaTauri-Honda \| 82 \| \| 10 \| Haas-Ferrari \| 1 \| |                       |        |
| Pos | Construtor            | Pontos |
| 1 | Red Bull Racing-Honda | 360    |
| 2 | Mercedes              | 199    |
| 3 | Williams-Mercedes     | 161    |
| 4 | Aston Martin-Mercedes | 144    |
| 5 | Alfa Romeo-Ferrari    | 139    |
| 6 | Ferrari               | 125    |
| 7 | Alpine-Renault        | 116    |
| 8 | McLaren-Mercedes      | 87     |
| 9 | AlphaTauri-Honda      | 82     |
| 10 | Haas-Ferrari          | 1      |

## Tabela do campeonato após a corrida
Somente as cinco primeiras posições estão incluídas nas tabelas.
| Pos | Piloto          | Pontos | Var |
| --- | --------------- | ------ | --- |
| 1   | Lewis Hamilton  | 246.5  | 1   |
| 2   | Max Verstappen  | 244.5  | 1   |
| 3   | Valtteri Bottas | 151    | 0   |
| 4   | Lando Norris    | 139    | 0   |
| 5   | Sergio Pérez    | 120    | 0   |

| Pos | Construtor            | Pontos | Var |
| --- | --------------------- | ------ | --- |
| 1   | Mercedes              | 397.5  | 0   |
| 2   | Red Bull Racing-Honda | 362.5  | 0   |
| 3   | McLaren-Mercedes      | 234    | 0   |
| 4   | Ferrari               | 216.5  | 0   |
| 5   | Alpine-Renault        | 103    | 0   |